# Серебренников, Пётр Иосифович
Пётр Ио́сифович Сере́бренников (22 июня 1853 — 14 (27) мая 1905) — русский морской офицер, капитан 1-го ранга.

## Биография
Из дворян, уроженец Нижегородской губернии, сын коллежского советника.
- 16 сентября 1870 — Воспитанник Морского училища.
- 31 марта 1871 — Принят на действительную службу.
- 31 марта 1874 — Гардемарин.
- 30 августа 1875 — Мичман.
- 22 сентября 1875 — 29 мая 1876 — Командирован в переменный состав учебного морского гимнастического заведения.
- 19 октября 1876 — Исполняющий должность ревизора крейсера «Изумруд».
- 17 февраля 1877 — Переведен в 1-й флотский экипаж.
- 1 января 1884 — Лейтенант.
- 20 сентября 1884 — Командир 9-й роты крейсера «Европа».
- 15 октября 1884 — Ревизор эскадренного броненосца «Пётр Великий» с переводом в 3-й флотский экипаж.
- 18 января 1888 — Назначен в минный офицерский класс слушателем краткого двухмесячного курса.
- 29 марта 1888 — Выдержал экзамен по окончании курсов удовлетворительно.
- 20 апреля 1888 — Заведующий миноноской № 63 в составе Шхерного отряда.
- 4 мая 1888 — Заграничное плаванье на мореходной канонерской лодке «Манджур» с переводом в 1-й флотский экипаж.
- 11 ноября 1888 — Ревизор фрегата «Владимир Мономах» с переводом в 4-й флотский экипаж.
- 21 апреля 1890 — Капитан-лейтенант.
- 30 мая 1890 — Списан с корабля в экипаж.
- 1 июня 1890 — Командир миноноски № 116.
- 9 июня 1890 — Командир канонерской лодки «Дождь» с переводом во 2-й флотский экипаж.
- 11 сентября 1890 — 1 марта 1891 — Запасной член военно-морского суда Кронштадтского порта.
- 21 апреля 1891 — Капитан 2-го ранга.
- 1891—1896 — Старший офицер броненосного крейсера «Россия».
- 13 июня 1896 — Командир минного крейсера «Гайдамак».
- 19 мая 1897 до 6 декабря 1898 — Командир канонерской лодки «Кореец».
- 6 декабря — 9 декабря 1898 — Командир броненосца береговой обороны «Вещун».
- 29 марта 1899 — 18 апреля 1899 — Командир броненосец береговой обороны «Стрелец».
- 18 апреля 1899 — Капитан 1-го ранга за отличие.
- 27 марта 1900 — 9 сентября 1902 — Командир крейсера 1-го ранга «Россия».
- Декабрь 1902 — Командир 18-го флотского экипажа и эскадренного броненосца «Бородино».
- 25 октября 1904 — Отрешен от командования 18-м флотским экипажем.

27 мая 1905 г. героически погиб с кораблем в Цусимском сражении. Во время боя он был тяжело ранен (ему повредило шею и оторвало кисть правой руки), но даже на операционном столе он «ни на минуту не терял сознания и все время отдавал распоряжения, интересуясь ходом боя и ободряя команду» (Новиков-Прибой).

## Участие в народовольческом движении
Состоял членом морского кружка Военной организации партии «Народная воля» в Кронштадте. В 1874 году вместе с мичманом В. Н. Миклухой гардемарин Серебренников распространял нелегальную литературу и намеревался оставить военную службу, чтобы примкнуть к «хождению в народ». После разгрома Военной организации «Народной Воли», оставил революционную деятельность.

## Семья
- Супруга: Вера Ивановна Фаинева.
- Дочь: Екатерина (27.7.1883)

## Отличия
- Орден Святого Станислава III степени (8.4.1879)
- Орден Святой Анны III степени (1.1.1887)
- Орден Святого Владимира IV степени с бантом (22.9.1890)
- Орден Святого Станислава II степени (1892)
- Орден Святого Владимира IV степени с бантом (22.09.1895) за 20 кампаний
- Орден Святой Анны II степени (06.12.1895)
- Орден Святого Владимира III степени (06.12.1901)